# クラスト (パン)

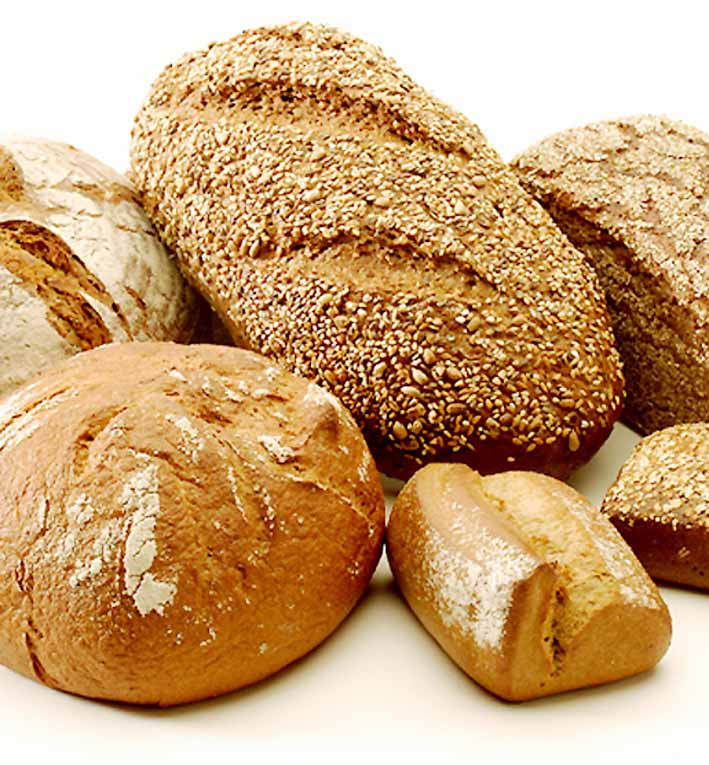
表面の焼き色の付いた部分をクラスト（crust）と呼ぶ。

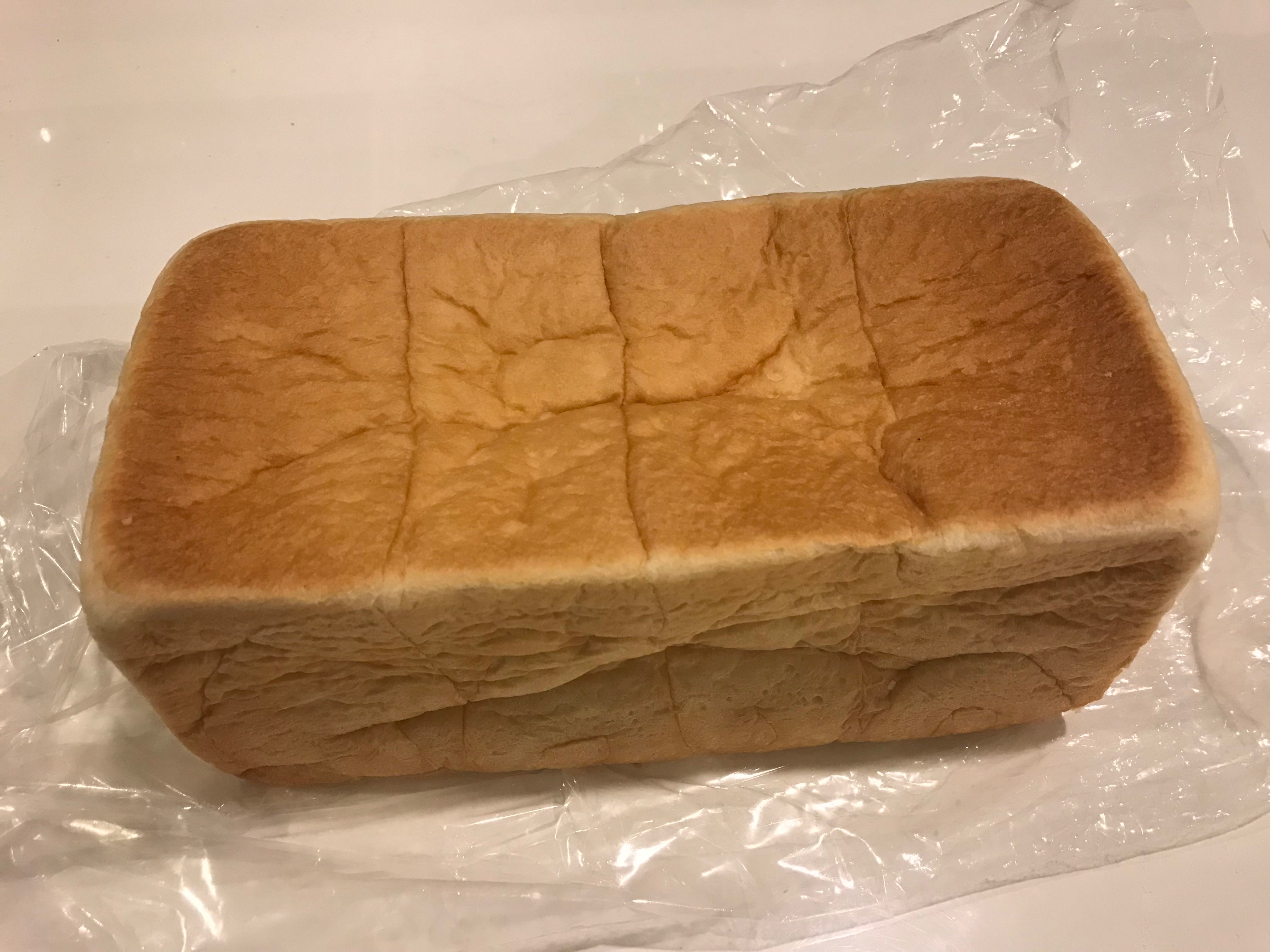
クラスト（パンの耳）に囲まれた食パン

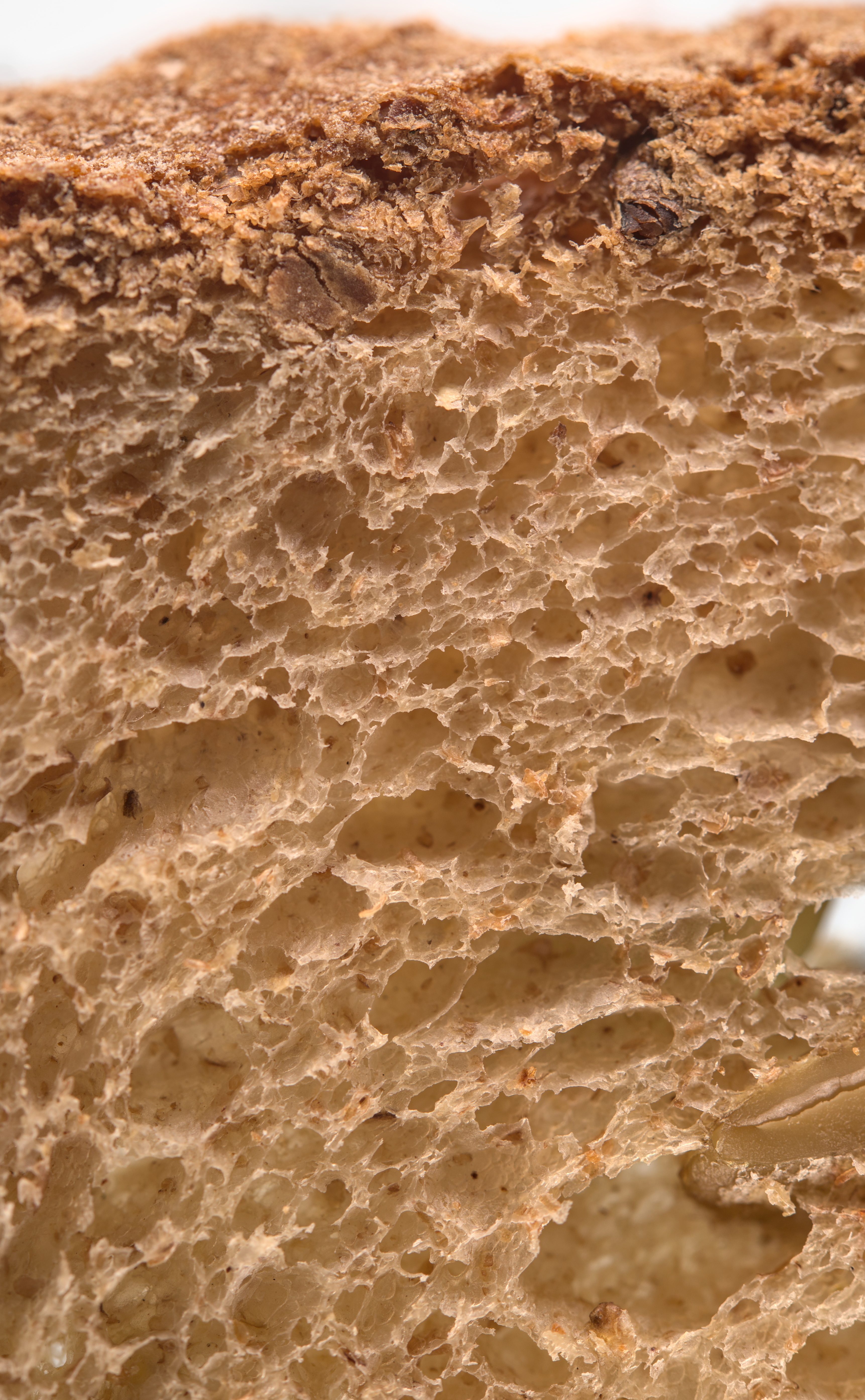
パンのクラスト部からの断面

クラスト（crust）とはパンの外側にできる皮である。

## 概要
パンの外側の硬くて焼き色のある部分を指す。食パンでは一般的にはパンの耳とも呼ばれる。皮、表皮とも。
外側のクラストに対し、内側の部分はクラムと呼ばれる。
パンを火通りさせると表面の水を失い皮状になることで生成される。クラストの表面は摂氏100度以上に上昇し、メイラード反応やカラメル反応が起こり、着色成分が生成される。

## 形成
加熱によってパン表層では内部よりもはるかに水分が失われる。水分は内部では40 - 45％に保たれるのに対し、クラストの形成される部分では20％以下、最も外側では10％以下になる。そのため、表面と近接した最外層部は水分の蒸発により硬化が進み、クラムとは異なる物性になる。焼成後、時間の経過とともに水分が内側から外側に移行することでクラストの水分含量が増加し、食感がパリパリした物性から皮状に変化する。
焼成温度が高くなるほどクラストは厚くなる。この焼成の程度を把握するために焼減率が用いられる。（生地質量）ー（窯出し直後のパンの質量）/（生地質量）に100を掛けた熱減率の％（パーセント）が焼減率であり、生地にあった水分の蒸発の程度を示す。この焼減率が高いほど火通りが進み、澱粉の糊化の程度が高いが、同時にクラストも厚いと言える。パンの種類ごとに火通りとクラストの厚さの好ましいバランスがあり、このバランスに応じた焼減率で焼成の管理が行われる。また、同じ焼減率でも窯の温度や上火・下火の設定方法によってクラストの厚さが異なる。生地の配合、窯伸び力、パン型の使用、焼成前の卵液の塗布、焼成開始時のオーブン内へのスチーム注入などによってもクラストの特徴に違いが出る。

## 着色
パンの表面は焼成によって温度上昇して水分を失うため、摂氏100度以上になるとメイラード反応やカラメル反応が生じて着色する。

### メイラード反応
メイラード反応によってメラノイジンと呼ばれる着色化合物が生成されるが、これはメイラード反応で反応する麦芽糖や網の化合物の種類・濃度、温度、時間、水分などによって生成されるメラノイジンが変わる。このメラノイジンが様々な香りや風味を有しているため、クラストの着色は香りや風味に大きく影響を及ぼす。メラノイジンは焼成後、変質・散逸するため、焼き立てのパンの香りは時間の経過とともに失われる。
なお、このメラノイジンは内部のクラムにも浸透し、クラムの香りや風味にも貢献する。そのため、発酵した生地を蒸す中華まんじゅうはクラストが着色しないため、パン独特の香りや風味を持たない。
パンの生地が表面温度摂氏150度以上に達すると、メイラード反応による着色が進む。pH 5.0 - 5.5、摂氏160度以上になるとメイラード反応が著しく進行する。クラスト外部では摂氏153 - 157度でパンのツヤを出すデキストリンが生成される。また、この時に糖類はカラメルへの変質やアミノ酸とのメイラード反応を起こす。反応速度は生地pHやその他因子との関係で大きく変わる。特に砂糖の配合量が多くなるほどメイラード反応の程度が高くなり、焼成によるクラストの着色が進みやすくなる。酸性度の違いで発色が変わり、中性からアルカリ性の過発酵で褐色色素の生成が進むが、酸性が強くなれば淡黄色色素の生成が進みやすくなる。通常のパンの生地は弱酸性であるが、発酵の程度が低いと酸性度が低いため焼き色の赤みが強くなる傾向にある。酸性度の高い生地は残糖量が多くても焼き色が淡く、黄色みが強く出る。なお、生地が白っぽくなるのは生地pH不足や残糖量不足によるものである。焼き色が白っぽいパンを作る際は摂氏150度以下に抑えつつも火通りを良くなる工夫をする。焼成温度が高すぎると、メラノイジンが黒くなり苦味物質が生成される。

### カラメル反応
カラメル反応はクラストの着色の後半で生じる。糖が加熱によって重合し、複雑な着色成分になる。摂氏が約160度以上になるとカラメル反応が始まり、約190度で顕著になる。反応の程度により、淡黄色だったものは黒茶色に変化し、香りがキャラメル臭から焦げ臭に変化する。

## 品種による違い
時間の経過後にクラストの水分含量の上昇でパリパリ感が失われるが、この現象でパリパリした食感が求められるフランスパンやカイザーロールではおいしさを失いかねない。一方で、ソフトなクラストが求められる菓子パン・バターロール・食パンでは特に問題ではない。
角食パンでは型に入れられ焼成されるため、クラスト部分はグルテン凝集物の絡み合いが特に進み、強靭なものとなる。本来焼き立てのパンのクラストは噛み応えと歯切れの良さから多くの消費者に望まれるが、角食パンが実際に食べられるのは焼成から時間が経過して水分を再び含むようになった後であり、この食感を敬遠する消費者が多い。この角食パンをトーストすると、クラストは再び水分を失い、歯切れのよい食感が戻る。
ワンローフパンや山形パンは角食パンとは違い、型に蓋をしないで焼成することで上部に自由に伸びる。その結果、側面への押し付けが軽減され、側面のクラストの強靭さと厚さは軽減される。なお、上面はオーブンの上火による輻射熱を強く受けるためクラストが厚めになる。
コッペパンの場合、型をしないため側面および上部に自由に伸びることができ、これらへの押し付けが無い分クラストの強靭さもなくなる。生地の表面積が大きいため焼成時間が短くなり、クラストの厚さも薄くなる。

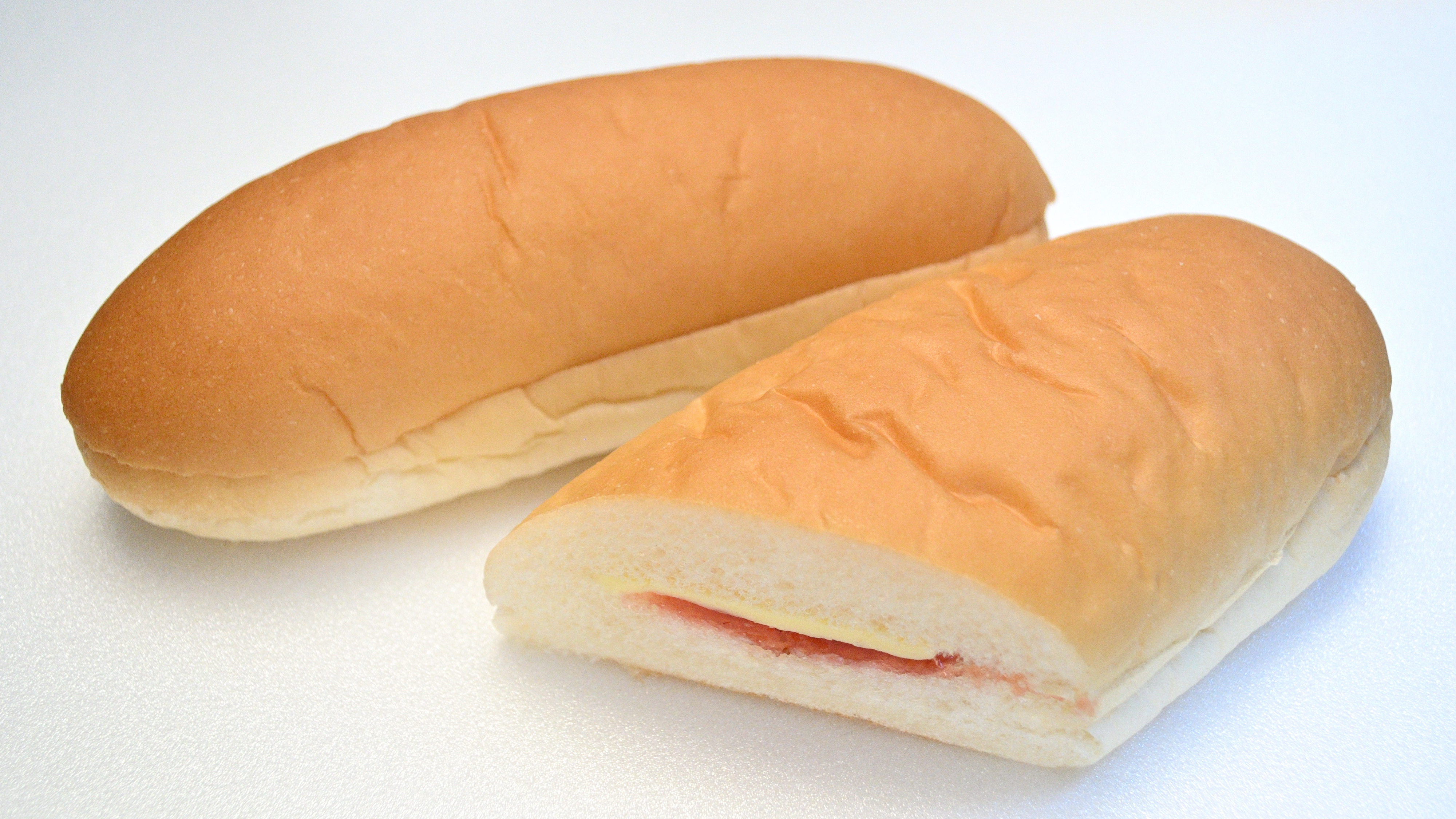
クラストが薄いコッペパン
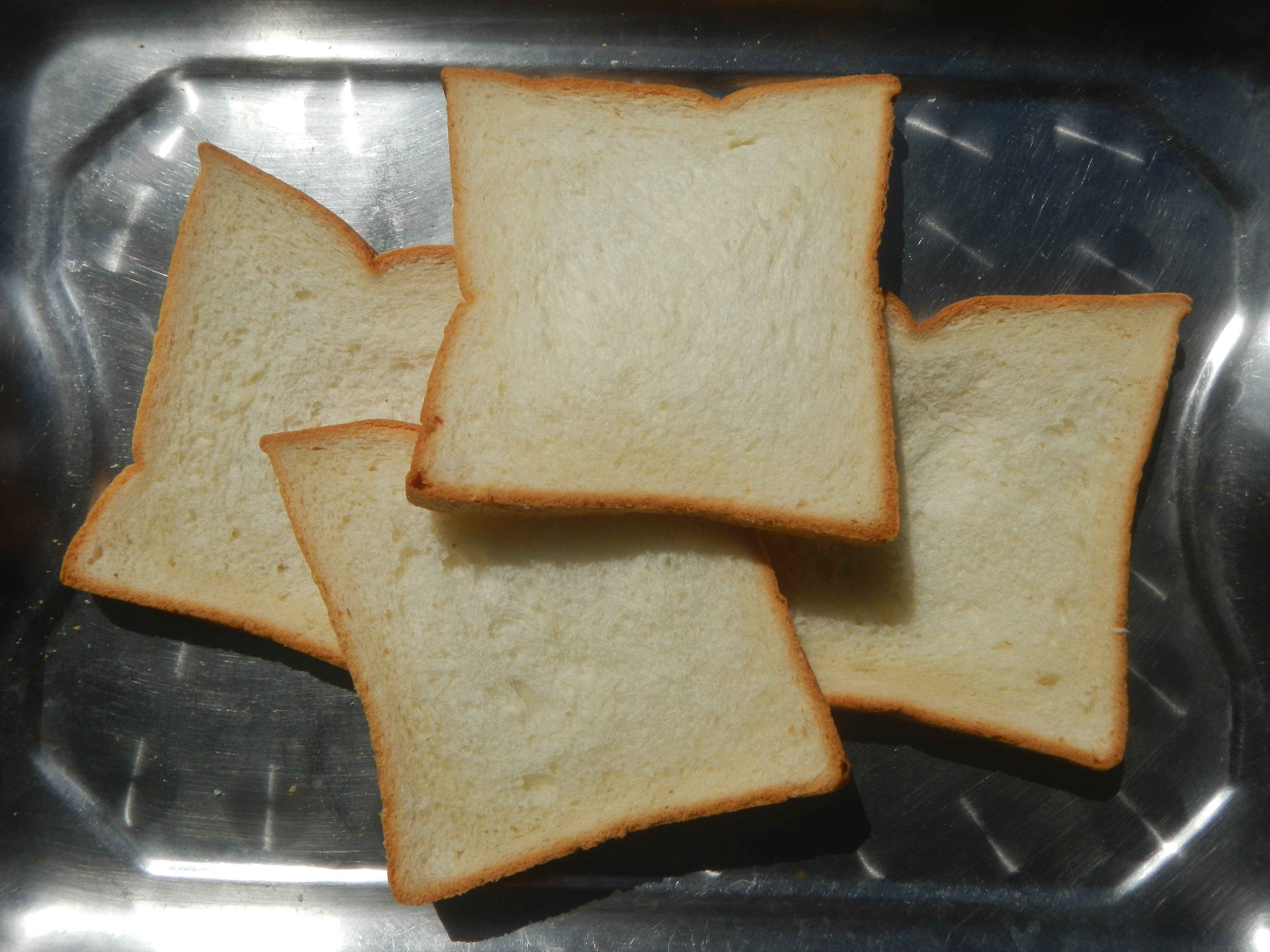
クラストが厚く強靭な角食パン